# 日本奧林匹克委員會
日本奧林匹克委員會（日语：／ Nippon orinpikku iinkai ?，簡稱日本奧委會、日本奧會）是國際奧林匹克委員會承認的國家奧林匹克委員會，其總部位於日本東京都新宿區的JAPAN SPORT OLYMPIC SQUARE。日本奧委會是在1911年成立的一個非盈利的日本體育組織，負責日本國內及國際運動及比賽、加強與國際奧委會、其他國家奧委會聯繫、以及維護奧林匹克之名稱、標誌及會徽的唯一機構。日本奧委會曾主辦1964年東京奧運会、1972年札幌冬奧會、1998年長野冬奧會及2020年東京奧運会等綜合性運動會。

## 歷史

日本奥运代表队“Team Japan”标志，自2021年10月起在奥运赛事中使用

1909年5月10日，柔道創始人嘉納治五郎於柏林進行的第10屆國際奧委會全體委員大會會議上當選為國際奧林匹克委員會委員，成為首位成為國際奧委會委員的日本人；及後他在1911年7月在日本成立大日本體育協會，翌年被國際奧委會承認為日本的國家奧林匹克委員會。1912年，以嘉納治五郎為團長的日本隊參與斯德哥爾摩奧運，除了是日本首次參與奧運外，也是首個參與奧運的亞洲國家。日本於1913年參與首屆遠東運動會；1917年的第三屆遠東運動會在日本東京舉辦，而日本業餘體育協會也於同年正式加入遠東體育協會，惟於兩年後的3月17日宣布退出該協會。
日本奧委會於1936年7月為東京在第36屆國際奧委會全體委員大會上成功申辦第12屆奧運主辦權，但及後國際奧委會宣布因第二次世界大戰關係而取消。日本業餘體育協會於1945年進行改組為團體組織，翌年12月4日正式改組並易名為日本奧林匹克委員會（日語：日本オリンピック委員会）。二戰結束後，日本奧委會不獲邀請參與同在1948年舉辦的倫敦奧運以及聖莫里茨冬奧會；而日本奧委會於1952年起出席亞洲運動會。
日本奧委會在國際奧委會主席艾弗里·布倫戴奇於1955年訪日時提出東京申辦第18屆奧運主辦權的建議後提出申辦，並於1958年5月13日成功申辦該運動會主辦權；而在1966年的第64屆國際奧委會全體委員大會上宣布札幌成功申辦1972年冬奧會主辦權，令日本成為首個主辦夏季及冬季奧運的亞洲國家；另一方面，在東京以及札幌舉辦奧運期間，國際奧委會分別在兩地召開第63屆及第72屆國際奧委會全體委員大會。國際奧委會執行委員會於1979年10月23日至25日在名古屋舉行，會議焦點是解決兩岸奧運席位問題的名古屋決議。日本奧委會於1986年及1990年成功在札幌主辦首兩屆亞洲冬季運動會；1989年8月7日，日本文部大臣批准日本奧委會成為財團法人組織（財団法人）；1990年9月在東京主辦第96屆國際奧委會全體委員大會。
日本奧委會於1991年6月成功為長野奪得第18屆冬奧會。同年9月15日，日本奧委會在東京召開的東亞奧林匹克委員會第一屆理事會上提出舉辦東亞運動會的構想。翌年1月1日，日本奧委會設立「日本奧委會體育獎（日語：JOCスポーツ賞）」；奧委會官方會刊《奧林匹克》於同年2月14日正式創刊。
2000年8月28日，日本奧委會決定由大阪申辦第29屆奧運主辦權，但最終不敵北京。2001年及2003年，大阪及青森分別成功主辦第三屆東亞運、第五屆亞冬運。2006年8月31日，日本奧委會決定由東京申辦第31屆奧運主辦權，但最終由里約熱內盧奪取。由於日本政府對財團法人制度進行改革，日本奧委會於2011年4月1日被日本財務省增進為公益財團法人組織（公益社団法人）；日本奧委會於同年7月16日在該會成立100週年慶祝大會時正式宣布由東京角逐第32屆奧運主辦權。並於2013年9月申辦成功。

## 歷任會長
1. 嘉納治五郎（1911年 - 1921年）
2. 岸清一（1921年 - 1933年）
3. 大島又彦（1936年 - 1937年）
4. 下村宏（1937年 - 1942年）
5. 平沼亮三（1945年 - 1946年）
6. 東龍太郎（1947年 - 1958年）
7. 津島寿一（1959年 - 1962年）
8. 竹田恆德（1962年 - 1969年）
9. 青木半治（1969年 - 1973年）[14]
10. 田畑政治（1973年 - 1977年）
11. 柴田勝治（1977年 - 1989年）
12. 堤義明（1989年 - 1990年）
13. 古橋廣之進（1990年 - 1999年）
14. 八木祐四郎（1999年 - 2001年）
15. 竹田恒和（2001年 - 2019年）[15]
16. 山下泰裕（2019年 - 2025年）[16]
17. 橋本聖子（2025年 - ）

## 外部連結
- 日本奧林匹克委員會的X（前Twitter）
- 日本奧林匹克委員會的Instagram帳戶 （页面存档备份，存于）